# Cartuja de Cazalla de la Sierra

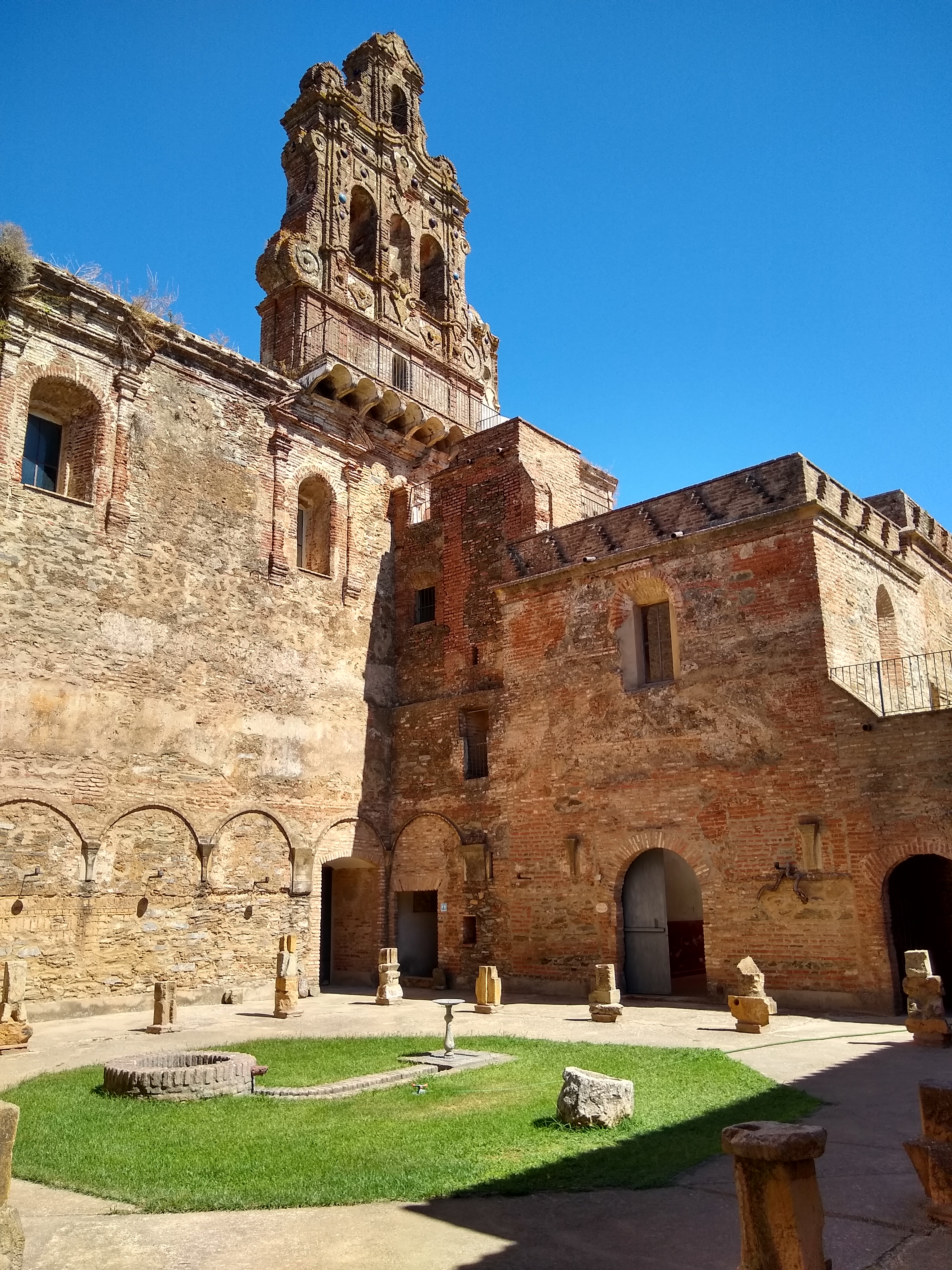
Claustro Central.

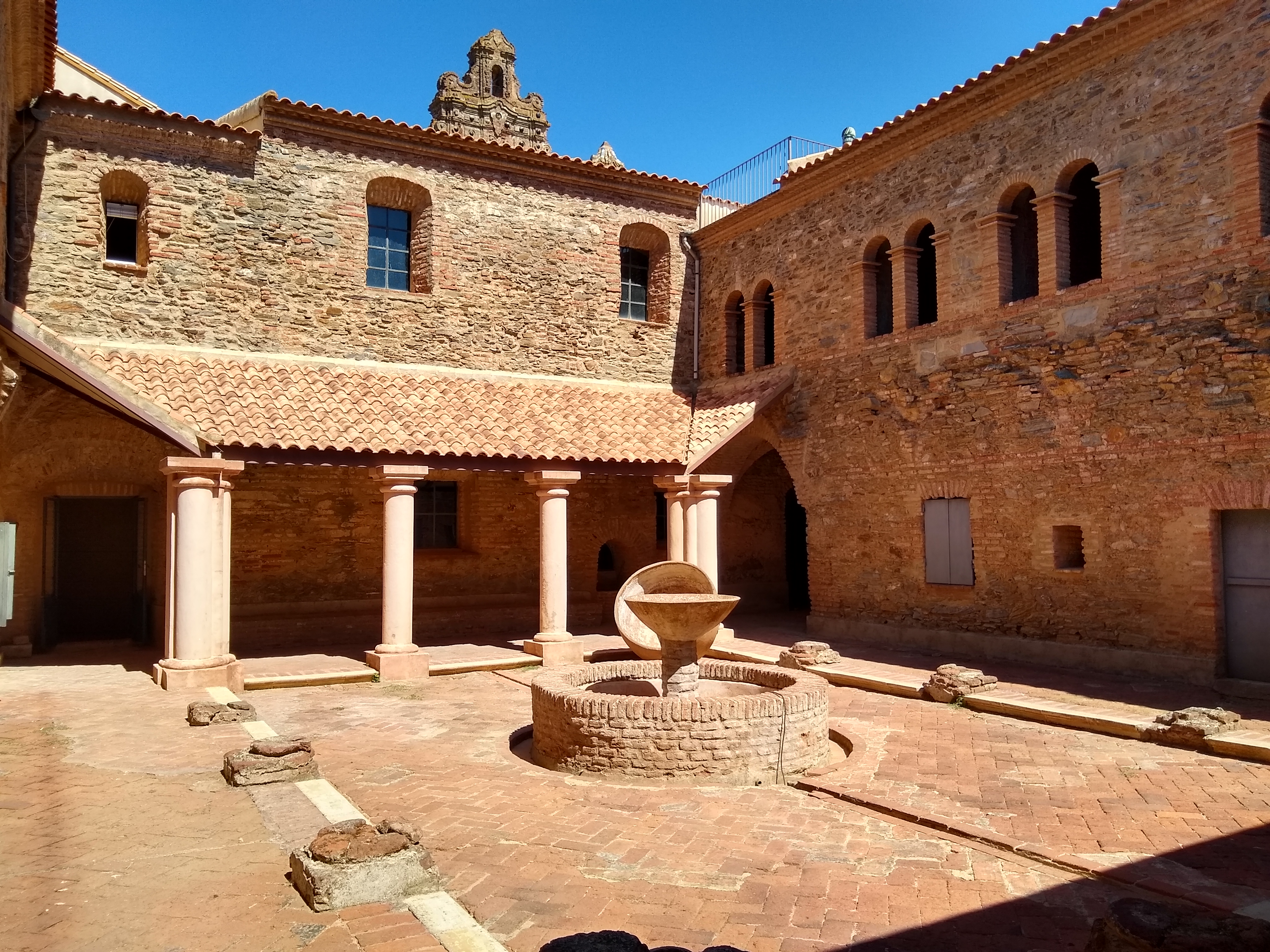
Claustro de Legos.

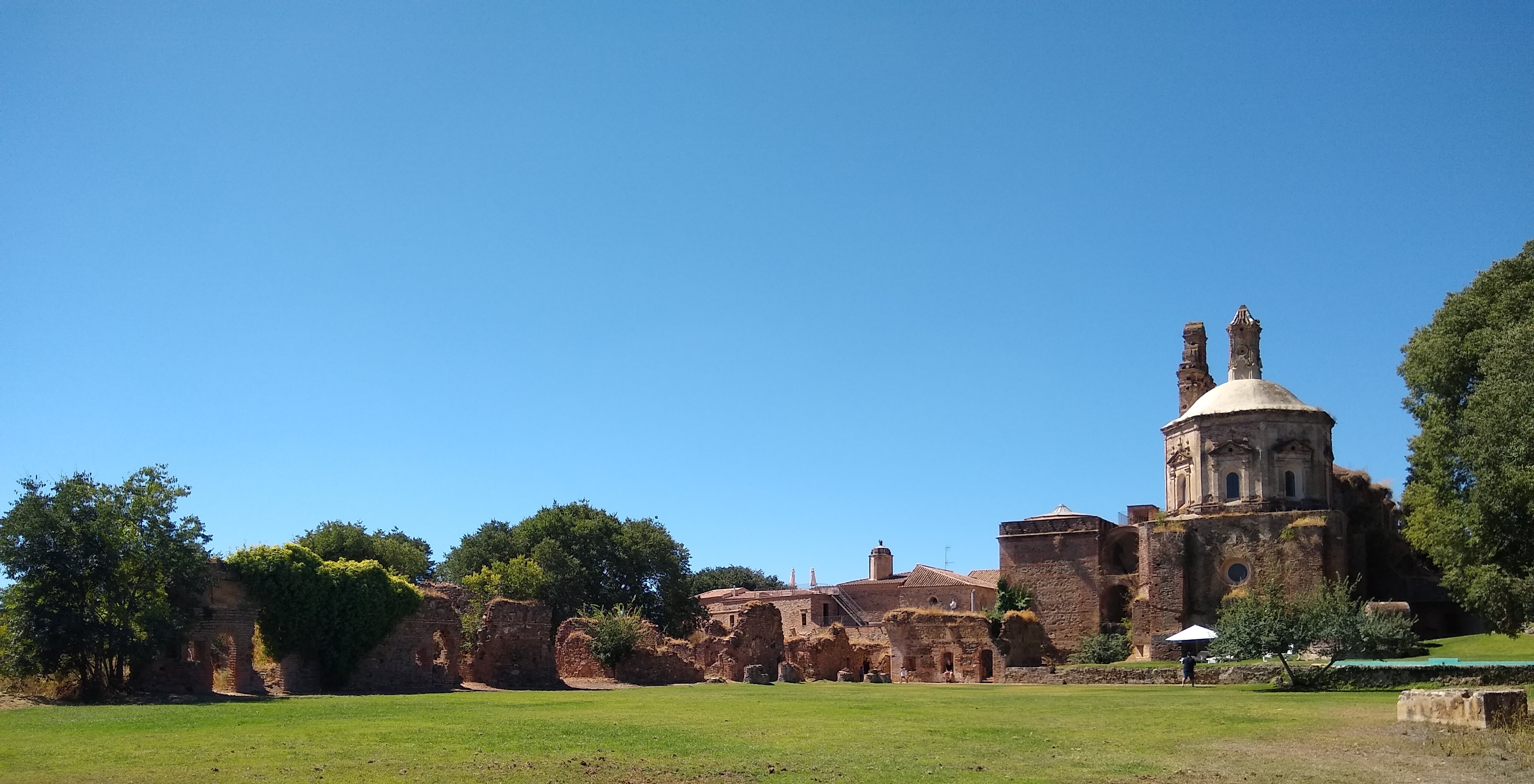
Restos del Claustro de Monjes.

La Cartuja de Cazalla de la Sierra (Provincia de Sevilla, España), se encuentra situada a cinco kilómetros de la población, en un terreno levemente montañoso. Tiene su origen a fines del siglo XV, y es un magnífico ejemplo de los monumentales conjuntos arquitectónicos en los que se desarrolló la vida de la Orden de los Cartujos. Aunque su historia como monasterio cartujo concluyó en el siglo XVIII, la realidad actual de sus restos permite una aproximación a los momentos de mayor esplendor. 

## Descripción
El acceso al conjunto se realiza a través de una gran portada, de líneas clásicas, formada por dos pilastras toscanas que enmarcan un arco de medio punto. A su izquierda se sitúa la «casa del monje portero», mientras que a la derecha se localiza la «capilla de los peregrinos», una especie de «capilla de afuera», tradicional en todas las cartujas. 
Siguiendo el eje de entrada al recinto, y distanciado de él, se encuentra el núcleo fundamental del conjunto. Éste se compone de una iglesia y tres claustros con las distintas dependencias y cronologías. 
El templo presenta planta rectangular, con presbisterio, sagrario y sacristía. En su interior, la única nave se cubre por medio de bóveda de cañón con lunetos. El presbiterio, por su parte, presenta una interesante bóveda nervada de raigambre gótica. Este espacio estuvo decorado por numerosas pinturas murales, hoy prácticamente perdidas. 
El sagrario, que se dispone tras el presbiterio, se comunica con éste mediante dos puertas laterales y un gran vano central. Posee planta cuadrangular, y se cubre con una falsa cúpula con tambor apoyada en pechinas. Este espacio estuvo decorado por un completo programa iconográfico, hoy muy deteriorado. 
En el costado izquierdo de la cabecera de la iglesia se localiza la sacristía, de la que tan sólo se conservan sus muros y los arranques de la bóveda que la cubría. 
Adosado al muro derecho del templo se sitúa el claustro central. Éste, de planta cuadrada, estuvo en origen porticado, con seis pilares cada lado. En la actualidad, las galerías perimetrales se encuentran totalmente derruidas, conservándose únicamente los arranques de las bóvedas. Asimismo, son perceptibles vestigios de azulejos de Cuenca del siglo XVI y restos de pinturas murales gótico-mudéjares. Alrededor de este claustro se encuentran una serie de dependencias, como son la sala capitular, la antigua sacristía, sala «de Profundis» y el refectorio. 
Todo un sistema de galerías, cubiertas por bóvedas de arista, enlazan este claustro central con el gran claustro posterior, la parte trasera del templo y algunas dependencias del claustrillo. 
Con respecto al claustro grande o de Monjes, hay que indicar que es la zona más perdida del monasterio. De él se conservan algunos restos de bóvedas de crucería que cubrían las galerías. Todo el ámbito poseía celdas independientes, de simple traza. 
El claustro pequeño, también conocido como «claustrillo» o claustro de Legos, centralizaba las dependencias originales del establecimiento conventual. Obra de planta rectangular, conserva la base de los pilares y el arranque de los arcos, así como una fuente en su centro. Alrededor de este espacio se localiza la antigua iglesia (adaptada al uso de cocina), así como una serie de estancias que debieron corresponderse con las dependencias primitivas. 
Todo el conjunto queda rodeado por una cerca, dentro de la cual también se incluyen varias albercas y acequias. 